# Stéphane Roger
Pour les articles homonymes, voir Roger.
Ne doit pas être confondu avec Roger Stéphane.
Stéphane Roger est un comédien et performeur français né le 22 juin 1965.

## Biographie
Formé à l’École du Passage de Niels Arestrup, Stéphane Roger travaille au théâtre pour Pierre Guillois, Frédéric Bélier-Garcia, Gilles Gaston-Dreyfus, David Ayala, Jean-Michel Ribes, Marco Berrettini...
Pilier de la compagnie du Zerep, Stéphane Roger fait la rencontre décisive de Sophie Perez en 1998, et devient son acteur fétiche collaborant depuis à toutes les créations du duo Sophie Perez et Xavier Boussiron : Leutti ; Le Coup du cric Andalou ; Laisse les gondoles à Venise ; Gombrowiczshow ; Deux Masques et la Plume ; Bartabas tabasse ou encore Oncle Gourdin, créé au Festival d’Avignon et présenté au Théâtre du Rond-Point. Il partage régulièrement la scène avec Sophie Lenoir et Marlène Saldana.
Il joue aux côtés de Maxime d’Aboville et Michel Fau dans Par-delà les marronniers de Jean-Michel Ribes.
Au cinéma, il a tourné pour Christophe Honoré jouant la conscience de Chiara Mastroianni dans Chambre 212, Bernard Tanguy, Nicole Garcia, Mathieu Amalric et Olivier Assayas.

## Spectacles
- 1998 : Mais où est donc passée Esther Williams ? de Sophie Perez, Cie du Zerep, Paris-Quartier d'été
- 2002 : Leutti  de Sophie Perez, Cie du Zerep
- 2002 : Armatimon - Furie des nantis d'après Edward Bond, mise en scène David Ayala
- 2003 : Les caissières sont moches de et mise en scène Pierre Guillois, tournée[8]
- 2004 : El coup du cric andalou de Sophie Perez, Cie du Zerep
- 2005 : Laisse les gondoles à Venise d'après Alfred de Musset mise en scène Sophie Perez, Cie du Zerep
- 2007 : Enjambe Charles de Sophie Perez et Xavier Boussiron, Cie du Zerep
- 2007 : Faire-mettre de Sophie Perez et Xavier Boussiron, Cie du Zerep
- 2008 : Gombrowiczshow de Sophie Perez et Xavier Boussiron d'après Witold Gombrowicz, Cie du Zerep, Théâtre national de Chaillot
- 2009 : Liliom de Ferenc Molnár mise en scène Frédéric Bélier-Garcia
- 2010 : Deux masques et la plume de Sophie Perez et Xavier Boussiron, Cie du Zerep
- 2011 : Oncle Gourdin de Sophie Perez et Xavier Boussiron, Cie du Zerep, Festival d'Avignon, Théâtre du Rond-Point
- 2011 : Écarte la gardine, tu verras le proscénium, de Sophie Perez et Xavier Boussiron, Cie du Zerep, actOral Marseille
- 2011 : La Princesse transformée en steak-frites d'après Christian Oster mise en scène Frédéric Bélier-Garcia
- 2011 : Faire mettre (acte 2) de Sophie Perez et Xavier Boussiron, Cie du Zerep,
- 2012 : La Mouette d’Anton Tchekhov mise en scène Frédéric Bélier-Garcia
- 2013 : Broute solo de Nathalie Quintane mise en scène de Sophie Perez et Xavier Boussiron
- 2013 : Prélude à l'agonie de Sophie Perez et Xavier Boussiron, Cie du Zerep, Théâtre du Rond-Point, Les Subsistances[9]
- 2015 : Biopigs de Sophie Perez et Xavier Boussiron, Cie du Zerep, Théâtre Nanterre-Amandiers, Théâtre du Rond-Point
- 2016 : Par-delà les marronniers, de et mise en scène Jean-Michel Ribes, Théâtre du Rond-Point
- 2016 : Le Piège à loup de Sophie Perez et Xavier Boussiron, Cie du Zerep, Ménagerie de verre[10]
- 2017 : La Baignoire de velours de Sophie Perez et Xavier Boussiron, Cie du Zerep
- 2017 : Babarman, mon royaume pour un cirque de Sophie Perez et Xavier Boussiron, Cie du Zerep, Théâtre Nanterre-Amandiers
- 2018 : Purge, Baby, Purge de Sophie Perez et Xavier Boussiron d'après Georges Feydeau, Cie du Zerep, Théâtre Nanterre-Amandiers[11]
- 2018 : Les Chauves-Souris du volcan de Sophie Perez, Cie du Zerep, Charleroi/Danses, Centre Georges Pompidou
- 2018 : La Tragédie de Macbeth de William Shakespeare mise en scène Frédéric Bélier-Garcia
- 2019 : Veillée de famille de et mise en scène Gilles Gaston-Dreyfus, Théâtre du Rond-Point
- 2019 : Les guêpes de l'été nous piquent encore en novembre & L'Affaire de la rue de Lourcine  d’Ivan Viripaev et Eugène Labiche, mise en scène Frédéric Bélier-Garcia, Théâtre de la Tempête
- 2019 : Claptrap de Marco Berrettini et Marion Duval, tournée
- 2021: Le Ciel de Nantes de Christophe Honoré, Théâtre de l'Odéon[12]
- 2021: La Meringue du souterrain de Sophie Perez
- 2022 : La vengeance est un plat de Sophie Perez[13]

## Filmographie
- 2014 : Parenthèse de Bernard Tanguy
- 2016 : Mal de pierres de Nicole Garcia
- 2017 : Barbara de Mathieu Amalric
- 2018 : Doubles vies de Olivier Assayas
- 2018 : Maya de Mia Hansen-Love
- 2019 : Chambre 212 de Christophe Honoré[14]